# Ladies of the Canyon
Ladies of the Canyon ist Joni Mitchells drittes Album, erschienen 1970 auf Reprise Records. Der Titel bezieht sich auf den Laurel Canyon, eine Wohngegend von Los Angeles, in der damals viele Musiker lebten, darunter Mitchell selbst. Sie hatte dort 1969 einen Bungalow gekauft, 8217 Lookout Mountain Avenue, den sie bis 1974 bewohnte.
Die LP enthält einige ihrer bekanntesten Songs, Big Yellow Taxi, Woodstock und The Circle Game.

## Titelliste
Die Kompositionen und Texte aller Songs stammen von Joni Mitchell.

### A-Seite
1. Morning Morgantown – 3:12
2. For Free – 4:31
3. Conversation – 4:21
4. Ladies of the Canyon – 3:32
5. Willy – 3:00
6. The Arrangement – 3:32

### B-Seite
1. Rainy Night House – 3:22
2. The Priest – 3:39
3. Blue Boy – 2:53
4. Big Yellow Taxi – 2:16
5. Woodstock – 5:25
6. The Circle Game – 4:50

## Hintergründe

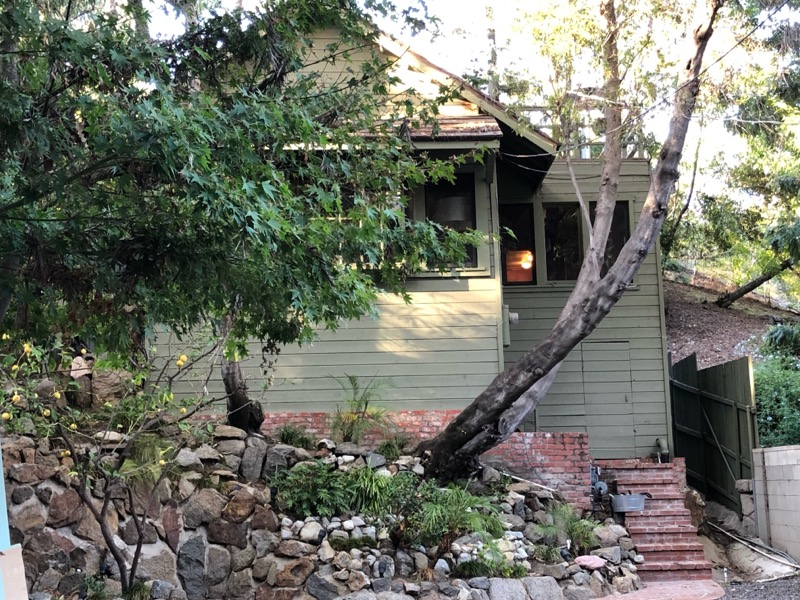
Laurel Canyon, 8217 Lookout Mountain Avenue, Joni Mitchells Haus 1969 bis 1974 (2022)

Im Titelsong Ladies of the Canyon werden drei Frauen porträtiert, die zum Freundeskreis von Joni Mitchell gehörten:
- Trina Robbins, Zeichnerin von Underground-Comics,
- Annie Burden, die mit dem Künstler Gary Burden (1933–2018) verheiratet war, der die Schallplattenhüllen zahlreicher Pop-Alben illustrierte,[2] und
- Estrella Berosini, die Tochter eines tschechischen Hochseilartisten mit dem Künstlernamen Vaclav Veno Berosini (eigentlich Holtzknecht).[3]

Willy handelt von Graham Nash, dem damaligen Partner von Joni Mitchell, den sie „Willy“ nannte.
Rainy Night House ist eine Erinnerung an einen nächtlichen Trip mit Leonard Cohen, mit dem Joni Mitchell 1967 liiert war.
Big Yellow Taxi bezieht sich auf Hawaii und dessen zunehmende touristische Erschließung. Das erwähnte „pink hotel“ ist das noch heute existierende Luxushotel The Royal Hawaiian am Strand von Waikīkī, einem Stadtteil von Honolulu. Es hat nach wie vor einen pinkfarbenen Außenanstrich.
Woodstock wurde einer der bekanntesten Songs über das Woodstock-Festival (15. bis 18. August 1969), an dem Joni Mitchell, die dazu eingeladen war, wegen der völlig überfüllten Autobahnen zu dem kleinen Ort nicht teilnehmen mochte. Sie lebte zu dieser Zeit noch in New York City, ca. 160 km von dort entfernt, und befürchtete, deshalb womöglich einen Auftritt in der TV-Show des bekannten Moderators Dick Cavett zu versäumen, zu der sie ebenfalls eingeladen war. Die Show fand am 19. August 1969 statt und wurde live ausgestrahlt.

## Coverversionen
Die Band Matthews Southern Comfort brachte noch 1970 eine eigene Version von Woodstock heraus, ebenso Crosby, Stills, Nash & Young. Später coverte Mitchell den Song mehrfach selbst. Insgesamt liegen von Woodstock 380 Coverversionen vor.
Von Big Yellow Taxi erschienen insgesamt über 500 Coverversionen, darunter eine französische Fassung von Joe Dassin unter dem Titel Le Grand Parking (1970 auf seinem Album La Fleur aux Dents) und eine deutsche Fassung von Stefan Gwildis unter dem Titel Wenn es weg ist (2008 auf dem Album Wünscht du wärst hier). Janet Jackson verwendete ein längeres Sample aus dem Song für Got ’til It's Gone  (1997). Ab 2002 kamen gleich 2 Versionen von der Rockband Counting Crows heraus, einmal nur mit der Band und ein sehr beliebter Radio Edit mit (feat.) Vanessa Carlton. Weitere Versionen stammen von Bob Dylan und Amy Grant. Auch Joni Mitchell selbst veröffentlichte 2007 auf ihrem Album Shine eine neue und völlig andere Studio-Version ihres Liedes.
The Circle Game wurde bereits 1968 von Tom Rush neu interpretiert (auf seinem Album The Circle Game, das auch Coverversionen von zwei anderen Mitchell-Songs enthält). Sehr bekannt wurde die Version von Buffy Sainte-Marie, die 1970 als Titelmusik in dem sozialkritischen Film Blutige Erdbeeren fungierte. Eine weitere Aufnahme durch Agnes Chan wurde um 1971 in Hongkong ein Hit. Insgesamt wurde The Circle Game 207-mal gecovert.
Der Song Ladies of the Canyon wurde 1995 von Annie Lennox gecovert.